# Stazione di Tilburg Reeshof
Tilburg Reeshof, è una stazione ferroviaria secondaria passante di superficie sulla linea ferroviaria Breda-Eindhoven nella città di Tilburg, Paesi Bassi.